# 캬흐타어
캬흐타어(러시아어: Кяхтинский язык)는 러시아어와 중국어가 혼합된 언어이며, 이름은 러시아와 외몽골의 경계에 위치한 마을인 캬흐타에서 유래했다. 외만주 및 자바이칼 등 러시아와 청나라의 국경 지역에서 19~20세기에 걸쳐 사용되었다.
캬흐타어의 단어들은 러시아어에서 왔지만 문법적 구조는 중국어와 유사하다. 당시 중국 관리들은 러시아와의 의사 소통을 위해서 이 언어를 가르쳤다고 한다. 20세기 중반에 이 언어는 소멸했다.

## 같이 보기
- 러시아노르웨이어